# Câu cá tráp

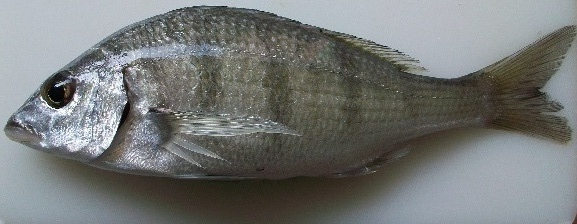
Một con cá tráp

Câu cá tráp hay đánh bắt cá tráp là hoạt động ngư nghiệp và câu cá với đối tượng là cá tráp (Sparidae). Cá tráp hay Sea Bream chỉ tới nhiều loài cá rất nổi tiếng khi dùng làm thực phẩm, đặc biệt ở châu Âu, Nhật Bản. Dù là loại hải sản nổi tiếng như vậy, sea bream vẫn duy trì số lượng nhiều ở đa số nơi trên thế giới và thỉnh thoảng được coi là cá câu thể thao. Đây là những loài cá có mặt ở khắp thế giới. Sea bream được ưa thích vì thịt trắng, vị nhẹ, được coi là một trong những loài cá có thịt trắng ngon nhất. Sea bream là một phần của những con cá thuộc họ cá tráp sống ở biển. Họ cá tráp cũng được gọi là porgy.

## Tổng quan
Việc câu cá tráp bằng việc sử dụng chiếc ống mồi nhử dùng để đựng những con cá Ikanago còn sống. Người ta cho cá vào trong ống, kế đến, ném chiếc ống xuống biển. Ống có nắp đậy để cá không thoát ra ngoài trong quá trình chìm xuống đáy biển, đầu còn lại của chiếc ống được cột một sợi dây dài, trên đó gắn theo nhiều dây câu. Ống mồi nhử khi đạt độ sâu cần thiết dưới đáy biển, ngư dân sẽ giật mạnh dây để nắp ống mở ra giải thoát cho lũ cá Ikanago. Lúc này, cá Ikanago trở thành mồi nhử cá tráp biển đến ăn mồi.
Cá tráp biển là món ăn được người Nhật yêu thích, đặc biệt thường được dùng trong các ngày lễ, Tết mang ý nghĩa của sự may mắn. Người Nhật thường dùng đầu cá tráp làm các món nấu, thịt cá làm sashimi, hoặc chế biến thành các món nướng, món chiên. Cá tráp biển là một trong số danh sách hải sản quý hiếm của người Nhật và cách chế biến cũng lắm công phu. Để có được cá tráp biển ngon, những người đi câu cá phải chuẩn bị mồi chu đáo. Ngay khi câu xong, cá phải được ướp đông tươi nguyên cả con vào đá ở nhiệt độ từ âm 2 đến âm 5 độ C.
Để đáp ứng nhu cầu tiêu thụ lớn của thị trường nội địa, ngoài cá tráp biển đánh bắt ngoài tự nhiên, người Nhật Bản cũng nuôi cá tráp tại những bè cá ven biển. Cá tráp tự nhiên hiện chỉ chiếm 20% nguồn cung trong khi cá nuôi chiếm đến 80%. Câu cá tráp biển là nghề truyền thống có lịch sử lâu dài. Ngày nay, nghề này vẫn được nhiều ngư dân lớn tuổi tại tỉnh Ehemi tiếp tục. Ngoài mực nhỏ thì cá Ikanago cũng là món ăn ưa thích của cá tráp biển. Khác với phương pháp câu cá bằng mực, những con cá Ikanago dùng làm mồi móc vào lưỡi câu đã chết nhưng vẫn còn tươi. Trong phương pháp câu cá tráp biển bằng mồi cá Ikanago thì ngư dân cần thêm một dụng cụ rất quan trọng nữa. Đó là chiếc ống nhựa có chiều dài 50 cm có tên gọi ống mồi nhử.

## Khai thác
Loài cá tráp là một loại thực phẩm quý, nhưng sản lượng đánh bắt cá tự nhiên tương đối khiêm tốn, khoảng 6.100 - 9.600 tấn trong giai đoạn 2000-2009, chủ yếu là từ Địa Trung Hải. Hiện nay chúng được chăn nuôi rộng rãi trong các đầm phá ven biển và ao hồ nước mặn. Trong những năm 1980, chúng từng là sản phẩm chăn nuôi quan trong ở khu vực Địa Trung Hải. Cho đến cuối những năm 1980 thì sản lượng chăn nuôi vẫn chưa đáng kể, nhưng đã đạt 140.000 tấn trong năm 2010, do đó việc khai thác đánh bắt trong tự nhiên cũng đã giảm đi.